# Logatec
Logatec (em alemão:  Loitsch; em italiano:  Longatico; em latim: Longaticum) é um município da Eslovênia. A sede do município fica na localidade de mesmo nome.